# Труд (гљива)
Труд, буков труд или кресива губа (лат. Fomes fomentarius), је гљива из породице Polyporaceae класе базидиомицета.
Развија се угинулим или ослабљеним живим стаблима листопадног дрвећа, посебно се често среће на букви. Плодоносно тело је конзоласто са светлосивом дебелом и јаком кором. Веома приања уз стабло, није је лако уклонити. Ширине је до 50 cm и дебљине до 25 cm. Горња површина је концентрично таласаста, покривена тврдом кором до 2 mm, браонкасте боје. Доња површина (хименијум) је сивобеж боје, мекана и тамни на додир.
Споре за расејавање су овалне, без израштаја. Испод коре је мрки део који се посебно припремао и раније користио за паљење ватре помоћу варнице настале ударцем о кремен.

## Станиште
Паразитира на трулим стаблима букве, граба, тополе, где може имати улогу разлагача.

## Порекло назива
Карл Лине је први изучио.
Реч fomentarius, потиче од речи фоментум што значи паљење ватре.

## Галерија
- гљива труд
- гљива труд
- гљива труд
- гљива труд
- гљива труд
- гљива труд
- гљива труд